# Landesbetrieb Forst Brandenburg

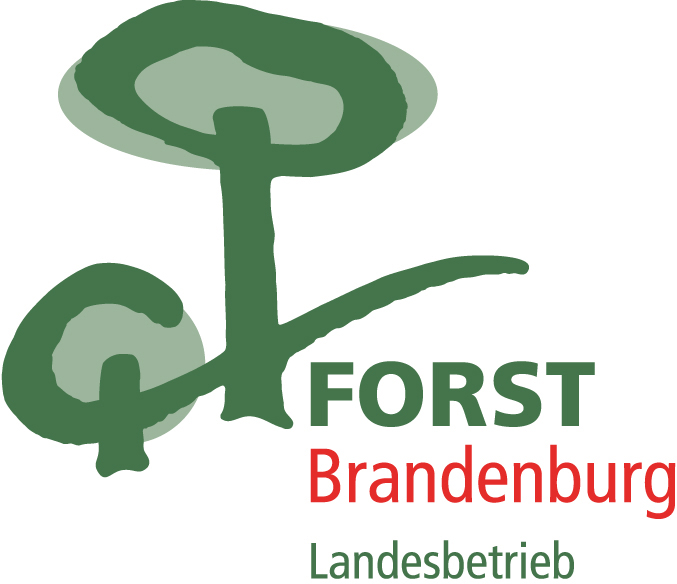
Logo

Der Landesbetrieb Forst Brandenburg (LFB) ist der Staatsforstbetrieb des Landes Brandenburg.

## Aufgaben
Der Landesforstbetrieb nimmt die nach dem Landeswaldgesetz zugewiesenen forstbehördlichen Aufgaben wahr und berät Waldbesitzer bei der Bewirtschaftung ihres Waldes. Außerdem ist er Bewilligungsstelle für die Förderung forstwirtschaftlicher Maßnahmen im Kommunal- und Privatwald.
In Brandenburg bestehen Waldflächen von rund 1,1 Millionen Hektar, das sind 37 % der Landesfläche und ein Zehntel von Deutschlands Waldfläche. Auf 72 % der Waldfläche wächst aufgrund historischer Entwicklung die Kiefer, eigentlich wären lediglich rund 10 % der Waldfläche Kiefer-Zwangstandorte, es folgen Eiche und Buche mit je rund 6 %, den Rest teilen sich Birke, Erle und andere Baumarten. Rund 27 % davon sind Landeswald, mehr als 60 % gehören privaten und kommunalen Eigentümern. Der 2009 gegründete Landesbetrieb bewirtschaftet 270.000 Hektar Wald.

## Struktur

### Betriebszentrale
Die Betriebszentrale mit dem Direktor des Landesbetriebes Forst Brandenburg hat ihren Sitz in Potsdam (2019 kündigte die Landesregierung den Umzug nach Eberswalde an) mit drei Abteilungen:
- Finanzen/Controlling und Personal/Organisation
- Landeswaldbewirtschaftung
- Forstliche Gemeinwohlleistungen/Forsthoheit

Außerdem gehören zur Betriebszentrale die Stabsstellen Recht, Arbeitssicherheit sowie Presse- und Öffentlichkeitsarbeit.
Sieben Serviceeinheiten erfüllen Aufgaben der Verwaltung und des Haushaltes.

### Oberförstereien und Landeswaldoberförstereien

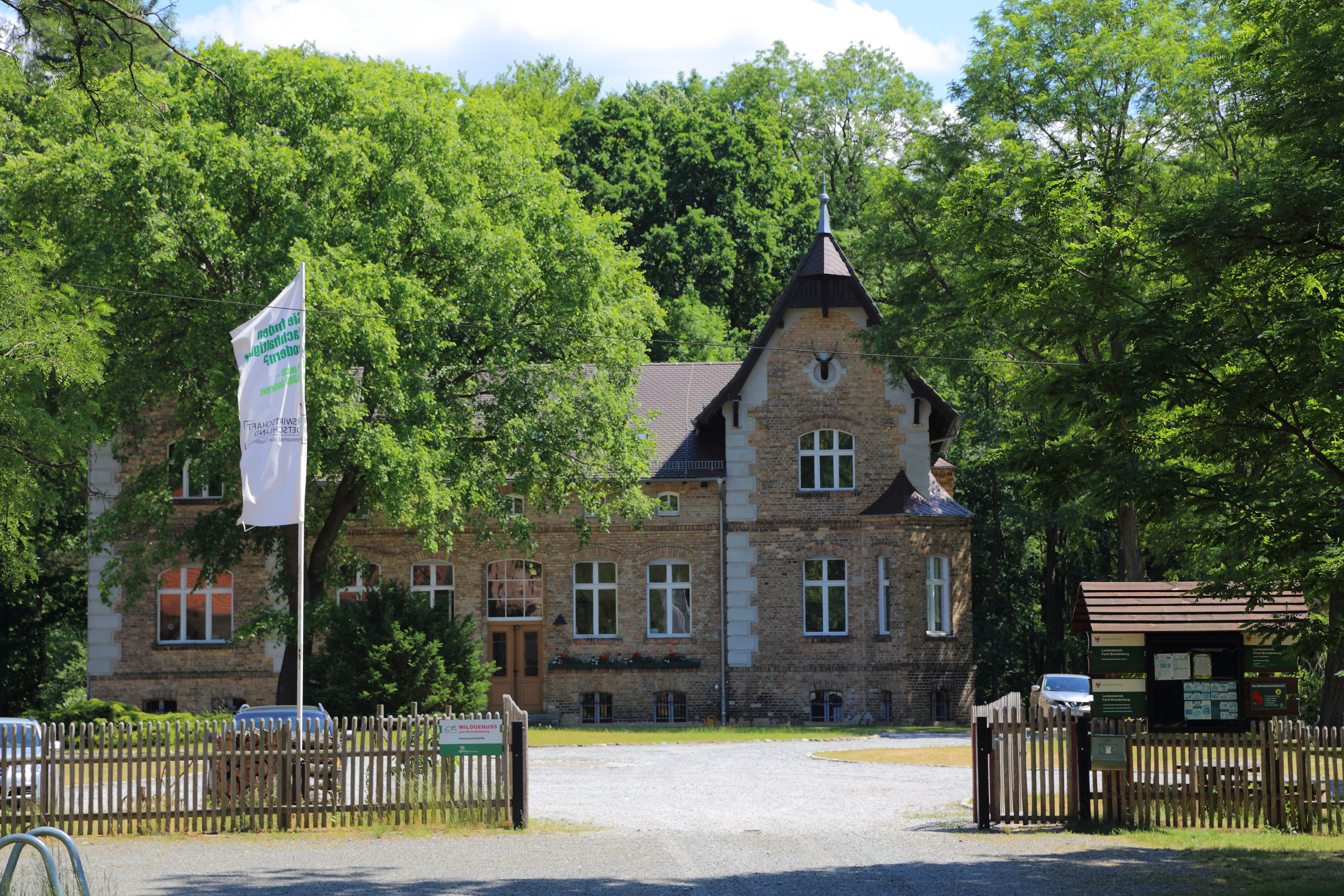
Oberförsterei Hammer

Seit 2012 werden hoheitliche bzw. gemeinwohlorientierte und wirtschaftliche Leistungen getrennt und in zwei verschiedenen Oberförsterei-Arten wahrgenommen.
Die 30 Oberförstereien mit 208 Revieren sind zuständig für hoheitliche und gemeinwohlorientierte Aufgaben im gesamten brandenburgischen Wald. Sie sind als untere Forstbehörden zuständig für Genehmigungen, für die Sicherung der
Interessen für den Wald als Träger öffentlicher Belange und beraten die rund 100.000 Waldbesitzer. Der Waldschutz und die Waldbrandüberwachung gehören ebenso zu ihren Tätigkeiten, wie die Waldpädagogik. So hat die Oberförsterei Hammer gemeinsam mit dem österreichischen Künstler Wolfgang Georgsdorf unter dem Titel Lesefährten Waldweisen einen rund 20 km touristischen Lehrpfad eingerichtet. Auf 50 Lesepulten – vorzugsweise entlang der Dahme sind „poetische Texte zum Wald, Texte, von denen ein Zauber ausgeht“ ausgestellt. Der Landesbetrieb Forst Brandenburg möchte damit auf die „Bedeutung des Waldes für die Umwelt und für die Gesellschaft aufmerksam“ machen.
Die 14 Landeswaldoberförstereien mit 160 Revieren bewirtschaften die 270.000 Hektar Landeswald. Außerdem sind sie für die jagdlichen Aufgaben im Landeswald zuständig. In den Landeswaldoberförstereien sind Brennholz und Wildfleisch erhältlich.

### Weitere Einrichtungen
- Der Landesbetrieb über eine zentrale Bewilligungsstelle Forst[8] mit Dienstsitzen in Templin und Karnzow.
- Die Waldarbeitsschule Kunsterspring[9] bildet Forstwirte  aus und bietet neben der beruflichen Fortbildung Lehrgänge und Kurse für Dritte an.
- Die Forstschule Finkenkrug[10] bietet Fortbildungen, Qualifizierungen, Umschulungen sowie Tagungen, Seminare und Symposien für Mitarbeiter der Landesforstverwaltung. Außerdem organisiert sie Bildungsveranstaltungen für Dritte.
- Die waldpädagogischen Bildungseinrichtungen[11] des Landesbetriebes sollen Waldwissen und Naturerfahrungen vermitteln.